# Scytodes dollfusi
Scytodes dollfusi är en spindelart som beskrevs av Jacques Millot 1941. Scytodes dollfusi ingår i släktet Scytodes och familjen spottspindlar.
Artens utbredningsområde är Elfenbenskusten. Inga underarter finns listade i Catalogue of Life.